# 毛利元敏
毛利 元敏（もうり もととし）は、長門国長府藩第14代（最後）の藩主。維新後子爵。従二位。

## 経歴
12代藩主・毛利元運の六男として江戸にて誕生した。幼名は宗五郎。同母姉に毛利宗家の長州藩主・毛利元徳正室の安子がいる。
慶応4年（1868年）3月5日、先代藩主で従兄の毛利元周が隠居したため、その養嗣子として跡を継いだ。明治2年（1869年）の版籍奉還で知藩事となり、藩を豊浦藩と改名する。明治4年（1871年）7月の廃藩置県で免官されて東京へ移った。同年の岩倉使節団に同行してアメリカへ留学する。使節団同行者には岩倉具視、木戸孝允、大久保利通、伊藤博文、山口尚芳、佐々木高行、山田顕義、田中光顕、田中不二麿など当時の要人のほか、元敏のような旧大名家・公家の子弟、岩倉具綱（具視の養子）、大久保彦之進、牧野伸顕、山県伊三郎らが参加。鍋島直大、前田利嗣、前田利同、黒田長知、鳥居忠文、大村純煕らも参加していた。
明治17年（1884年）には子爵となり、勲二等、従二位などにも叙せられている。
また、詩歌に優れていたことから明治天皇に気に入られ、宮中御歌所寄人に任じられている。歌集には「松の下葉」などがある。
明治41年（1908年）4月2日、長府にて死去した。享年60。神号は元敏命。墓所は山口県下関市長府の功山寺。

## 栄典・授章・授賞
- 1884年（明治17年）7月8日 - 子爵[1]
- 1885年（明治18年）7月13日 - 勲三等旭日中綬章[2]
- 1887年（明治20年）9月29日 - 金製黄綬褒章[3]
- 1889年（明治22年）11月29日 - 大日本帝国憲法発布記念章[4]

## 系譜
- 父：毛利元運（1818年 - 1852年）
- 母：欽麗院 - 土屋彦直の娘
- 養父：毛利元周（1827年 - 1868年）
- 正室：保子（1852年 - 1925年） - 毛利敬親の養女、正親町三条実愛の次女
  - 次女：須女子（1875年 - 1876年）
  - 長男：毛利元雄（1877年 - 1945年）
  - 次男：乃木元智（1880年 - 1946年） - 乃木希典の養子
  - 三女：式子（1881年 - 1928年） - 小早川四郎夫人
  - 三男：福原邦樹（1883年 - 1955年） - 福原実の養子
  - 四女：加子（1884年 - 1884年）
  - 五女：亮子（1887年 - 1989年） - 徳大寺則麿（徳大寺実則の三男）夫人
  - 六女：幸子（1888年 - 1981年） - 中牟田武正（中牟田倉之助の長男）夫人
  - 七女：新歌子（1890年 - 1964年） - 加藤泰俊（加藤泰秋の三男）夫人
  - 八女：多栄子（1891年 - 1918年） - 三条公輝夫人
  - 九女：幣子（1892年 - 1955年） - 永井直翠（永井直諒の養子）夫人
  - 十女：梢子（1894年 - ?） - 武富政彦（武富時敏の次男）夫人
- 側室：美濃子
  - 長女：暢子（1871年 - 1897年） - 毛利元忠夫人

## 脚註
1. ↑  『官報』第308号、1884年7月9日。
2. ↑  『官報』第610号「賞勲叙任」1885年7月14日。
3. ↑  『官報』第1278号「彙報 - 褒章」1887年9月30日。
4. ↑  『官報』第1943号「叙任及辞令」1889年12月18日。